# Сахалинчик
Сахалинчик — историческое название микрорайона в Одессе, расположенного рядом с железнодорожным вокзалом и входящего в состав Приморского района. Представляет собой своеобразную сеть переулков, ограниченную с запада Водопроводной улицей, с севера — Старосенным сквером, а с востока и юга — железной дорогой. Численность населения Сахалинчика составляет около 4 000 чел.

## История
Когда-то район между улицами Водопроводной и Среднефонтанской, ограниченный железнодорожным вокзалом и Старым еврейским кладбищем был окраиной города. За вокзалом уже не было значительных строений, а шли лишь хутора и выгонные земли. В середине XIX века на месте нынешней Привокзальной площади построили Арестантский дом. Не так далеко отсюда находился и Тюремный замок. Вокруг стали вырастать казармы и дома для персонала этих заведений. Вскоре возникло и стихийное поселение на территории нынешних Водопроводного, Волжского и Бассейных переулков. Селились там, в основном, босяки — представители самых низов одесского общества.
После того, как из Одессы было налажено сообщение с Сахалином по морю, эти места превратились во временное пристанище заключённых, прибывавших сюда железной дорогой из внутренних губерний и ожидающих отправления на судах в далёкую ссылку.
Самоназвание Сахалинчик, изначально бытовавшее на уровне неформального общения жителей района, со временем всё же появилось на картах и в различных справочниках начала XX века. Так, в 1914 году эта территория была отнесена к Михайловскому полицейскому участку.
Этот район долгое время отличался повышенным уровнем преступности, и ещё в 1940—1950-е годы мог посоперничать с Молдаванкой. Правда, после активной «индустриализации» большая часть жителей была переселена в типовые дома спальных районов Одессы. Оставшиеся дома Сахалинчика постепенно приходят в запустение и забвение. Сейчас в этих неприметных тупичках-переулках расположены преимущественно мастерские и автомойки.
Несмотря на то, что назвать Сахалинчик престижным районом не получится даже с натяжкой, всё же, близость к центру города делают это место лакомым кусочком для потенциального застройщика. А пока Сахалинчик ещё может порадовать искателей одесского колорита в виде запущенных двориков и полуразрушенных домов, построенных из пильного камня полтора столетия тому назад.

## Крупнейшие предприятия
- Завод «Стальканат», ЧАО (Водопроводная улица, 16).
- «Красный октябрь», завод металлоизделий (2-й Водопроводный переулок, 5).
- Одесский завод строительных материалов, ГП (4-й Бассейный переулок, 7).
- Первый ликёро-водочный завод ТМ «Мягков» (Старосенная площадь, 1).
- Производственное предприятие «Одесский масложиркомбинат», ПАО (Среднефонтанская улица, 16).
- Производственно-торговая фирма «ОдессаКондитер», ЗАО (3-й Водопроводный переулок, 9).
- Одесский консервный завод, ЧАО (Водопроводная улица, 22).
- Служба по контролю за водопользованием, ООО «Инфокс» (Бассейная улица, 5).

## Транспорт
- Железнодорожные станции Одесса-Главная (железнодорожный вокзал) и Одесса-Малая.
- Трамвайные маршруты № 3, 10, 13, 14, 26, 31.
- Автобусные маршруты № 4, 25, 60, 87, 91, 128, 162, 200а, 220, 560.
- Маршрутные такси № 11а, 84, 87н, 87т, 115, 117, 121, 124, 133, 145, 148, 149, 150, 200, 201, 202, 214, 215, 220, 221, 237.